# Johnnie Parsons
Johnnie Parsons, ameriški dirkač Formule 1, * 4. julij 1918, Los Angeles, ZDA, † 8. september 1984, Van Nuys, Kalifornija, ZDA.
Johnnie Parsons je pokojni ameriški dirkač. Med letoma 1949 in 1958 je sodeloval na prestižni dirki Indianapolis 500, ki je med sezonami 1950 in 1960 štela tudi za točke prvenstva Formule 1, in zmagal leta 1950.